# Protapanteles indiensis
Protapanteles indiensis är en stekelart som först beskrevs av Marsh 1979.  Protapanteles indiensis ingår i släktet Protapanteles och familjen bracksteklar. Inga underarter finns listade i Catalogue of Life.